# Lexikon der Exlibriskünstler
Das Lexikon der Exlibriskünstler ist ein Künstlerlexikon zum Thema Exlibris, das der Grafiksammler Manfred Neureiter (* 1937) verfasst hat. 
Das Werk erschien erstmals 1998. Im Jahr 2018 erschien es mit 674 Seiten in fünfter, überarbeiteter, erweiterter und korrigierter Auflage in dem in Berlin ansässigen Verlag Pro Business Digital Printing & Copyservice, 
Das Werk enthält kurze biographische Angaben zu Künstlern mit Namen und Vornamen, Geburts- und Sterbeort und dessen jeweiligen -daten, Nationalität und die hauptsächlich ausgeübte Tätigkeit – etwa als Grafiker – sowie Angaben zu Monographien oder Werksverzeichnisse zu diesen Künstlern.

## Bibliographische Angaben
- Manfred Neureiter (Hrsg.): Lexikon der Exlibriskünstler
  - 1. Auflage. Neureiter, Konstanz 1998.
  - [2. Auflage]. Pro Business, Berlin 2009, ISBN 978-3-86805-462-0.
  - 3., überarbeitete Ausgabe. Pro Business, Berlin 2013, ISBN 978-3-86386-449-1.
  - 4., überarbeitete, erweiterte und korrigierte Auflage. Pro Business, Berlin 2016, ISBN 978-3-86460-394-5.
  - 5., überarbeitete, erweiterte und korrigierte Auflage. Pro Business, Berlin 2018, ISBN 978-3-96409-034-8.